# Association des compositeurs et des musiciens de la RDA
 (décembre 2015).
Si vous disposez d'ouvrages ou d'articles de référence ou si vous connaissez des sites web de qualité traitant du thème abordé ici, merci de compléter l'article en donnant les références utiles à sa vérifiabilité et en les liant à la section « Notes et références ».
L'association des compositeurs et des musiciens de la RDA (VKM en allemand) était l’organisation professionnelle des compositeurs, interprètes musiciens, musicologues et enseignants de musique à l’époque de la République démocratique allemande et a existé de 1952 à 1990.

## Création
Au sein de l'association culturelle Kulturbund, fut tout d’abord créée le 4 avril 1951  l’association des compositeurs et des musiciens allemands (VDK) puis a existé en tant qu’organisation professionnelle autonome à partir du 1er avril 1952. Dès 1973, l’organisation se donne le nom d’association des compositeurs et des musicologues de la RDA (VKM).

## Statut et missions
L’association s’engageait pour « la préservation et la promotion de la culture musicale de la RDA ».
Le VKM avait un droit de regard direct ou indirect sur les différentes institutions étatiques ou sociales, où les questions de musique, de vie et de politique musicale étaient débattues (par exemple au sein du conseil consultatif du Ministère de la Culture de la RDA, au comité consultatif pour la musique, au ministère pour l’enseignement supérieur et technique, au comité consultatif de la radio, au bureau sur les droits d’auteur et au conseil pour la musique de la RDA). 
De plus, le VKM conseillait l’agence des artistes de la RDA tout comme la KGD, la direction des concerts et des représentations (Konzert- und Gastspieldirektion en allemand), dans leur programmation de concerts à l’étranger comme sur le sol national.
L’association organisait également des congrès musicaux et la Biennale de Musique de Berlin (depuis 1967) en alternance avec les « Journées Musicales de la RDA » (« DDR Musiktage »). Dans le cadre du cycle berlinois « Podium International », le VKM organisait jusqu’au 19 avril 1990 des concerts de musique de chambre provenant de pays étrangers.
De surcroît, le VKM organisait des colloques scientifiques et des conférences théoriques. Il y avait des relations amicales ou des accords contractuels avec de nombreuses associations et unions de la scène musicale internationale (avec des associations similaires de compositeurs et/ou d’interprètes provenant de 26 pays). De plus, il y avait des contacts de travail avec des associations de 10 autres pays. 

## Structure organisationnelle
Le VKM était structuré en 11 associations de quartier. L’organe principal était la conférence des délégués, qui siégeait tous les cinq ans. C’était là qu’avait lieu le vote du comité central, parmi lequel étaient de nouveau élus un président, un vice-président, les membres du Bureau et le premier secrétaire. Sous leur direction, un secrétariat effectuait le travail entre les réunions du comité central.
Le comité central de l’association formait des groupes de travail et différentes commissions techniques ou relatives à la création pour les domaines tels que la musique pour orchestre, la musique de chambre, l’opéra et les ballets, la comédie musicale, la musique théâtrale, la musique vocale, la musique de fanfare ou de divertissement, la musique de danse, la musicologie, la critique musicale, l’éducation musicale, le travail international, les questions de droit et de métiers mais aussi les révisions. 
Le financement du VKM provenait en grande partie de moyens issus de l’AWA, c’est-à-dire l’Anstalt zur Wahrung der Aufführungs- und Vervielfältigungsrechte auf dem Gebiet der Musik, en français, l’établissement pour la préservation de la représentation et des droits de reproduction dans le domaine musical.

## Signification pour les artistes
Afin que les artistes indépendants de la RDA (peintres, sculpteurs, compositeurs et écrivains) aient un accès assuré aux maisons d’éditions, radios et chaînes de télévision (et ainsi de suite) et qu’ils puissent bénéficier d’avantages matériels, ils devaient s’organiser en associations (par exemple, l’association de l’art visuel de la RDA ou l’association des écrivains de la RDA).
Ces associations étaient également responsables des expositions, et supervisaient en partenariat avec le FDGB (Freie Deutsche Gewerkschaftsbund, en français, le syndicat des salariés de la RDA) la conclusion de contrats d’entreprise et de traités à l’amiable entre les entreprises et les artistes, qui constituaient en grande partie le moyen de subsistance des artistes indépendants.
En outre, le VKM recueillait et répartissait la rémunération des paroliers, pour leurs chansons, leurs succès musicaux et ainsi de suite. 

## Evolution après le Tournant
Le 11e congrès a eu lieu le 2 novembre 1989 pendant les semaines de bouleversements sociaux et politiques. Le président s’est efforcé d’encourager les membres du comité directeur à adresser une lettre ouverte au nouveau président du Conseil d’État de la RDA, Egon Krenz. Vingt membres éminents de l’association se sont opposés à cette tentative de promotion personnelle. Leur protestation a provoqué la démission du Bureau le même jour. Wolfram Heicking, Klaus Mehner et Hans-J. Wenzel ont pris la direction de l’association de manière provisoire jusqu’au congrès du comité central suivant. Un groupe de travail a préparé un congrès extraordinaire.
Lors d’un scrutin à main levée le 30 novembre 1989, Hans-J. Wenzel a été élu président du Bureau exécutif élargi. Wolfgang Musielak a été désigné par vote secret comme premier secrétaire et on a confié de nouvelles responsabilités au secrétaire sortant. 
À l’occasion d’un congrès exceptionnel convoqué par le comité central et ayant lieu le 30 et 31 mars 1990 à Berlin, 231 délégués ont représenté les quelque 950 membres de l’association. Après un débat vif et controversé, un nouveau statut a été adopté, dans lequel le changement de nom en « association des compositeurs allemands (association enregistrée) » a été confirmé. H.-J. Wenzel a été élu président de l’association.
Par la suite, « l’association des pédagogues de musique de la RDA » (le 25 mars 1990) et « la société pour la musicologie » (le 19 avril 1990) ont été fondées, ce qui a eu pour effet que le nombre de membres de l’association a diminué, atteignant 765 personnes en juin de la même année. La source de financement (de l’AWA) s’est alors tarie, l’association a donc été contrainte de réduire son personnel permanent à une seule personne et à libérer ses locaux au centre de Berlin. Elle a confié ses archives complètes datant de 1951 à 1990 en dépôt à l’Académie des arts de Berlin.
Le Berliner Festspiele GmbH de Berlin-Ouest a pris la direction de la Biennale de Musique de Berlin en 1990. Ce festival porte le nom de MaerzMusik depuis 2002.
La revue de l’association, Musik und Gesellschaft (Musique et société en français), qui a été publiée depuis 1951, est parue en janvier 1991 pour la première fois sous le titre de motiv (motif en français), mais elle a cessé de publier très peu de temps après.
La Bibliothèque musicale internationale a fermé la même année et ses archives ont été réparties dans les bibliothèques de Berlin. Les archives du Centre d’information sur la musique encore disponibles à ce jour ont été confiées aux Archives musicales allemandes. La maison d’édition de l’association, le Verlag Neue Musik, a été privatisée. 
L’association régionale de Berlin a fusionné en juin 1991 avec la section berlinoise (ouest-allemande) de l’association des compositeurs allemands (DKV en allemand).
Une assemblée générale tenue à Weimar le 16 octobre 1993 a élu un nouveau comité directeur et a approuvé les statuts révisés et le changement de nom en « association des compositeurs et des musiciens (association enregistrée) ».
Au cours de la dernière réunion du comité directeur de l’association en 2004, il a été décidé de dissoudre et liquider complètement l’association. Les détails et difficultés juridiques de cette démarche se sont prolongés jusqu’en 2009. Les dernières étapes ont consisté à transférer la propriété de l’ancienne maison de repos Geltow à la communauté héréditaire juive non divisée de « Franzensberg » et à renoncer à la résiliation du contrat en ce qui concerne les acheteurs des biens immobiliers (« Pro Valora GmbH ») et le transfert des biens restants au « Fonds de prévoyance pour les compositeurs allemands ». L’association a été par la suite retirée du registre des associations.

## Direction de l'association
Présidents :
- 1951-1968 : Ottmar Gerster
- 1968-1982 : Ernst Hermann Meyer
- 1982-1985 : Siegfried Köhler
- 1985-1989 : Wolfgang Lesser
- 1989-1993 : Hans Jürgen Wenzel
- 1993-2009 : Walter Thomas Heyn

Président d'honneur :
- Ernst Hermann Meyer (1982-1988)

Vice-présidents :
- 1982-1987 : Heinz-Alfred Brockhaus
- 1972-1984 : Fritz Geißler
- 1982-1989 : Wolfram Heicking
- 1982-1989 : Georg Katzer
- 1977-1982 : Günter Kochan
- 1968-1977 : Paul Kurzbach
- 1977-1989 : Gerd Natschinski
- 1968-1989 : Walther Siegmund-Schultze
- 1989 : Hans Jürgen Wenzel

Secrétaires généraux ou premiers secrétaires :
- 1951-1968 : Nathan Notowicz
- 1968-1979 : Wolfgang Lesser
- 1979 - 1989 : Peter Spahn
- 1989-1990 : Wolfgang Musielak
- 1990- 1996 : Andreas Damm